# Toledói egyházmegye (USA)
Az Amerikai Egyesült Államokbeli Toledói egyházmegye (angolul: Roman Catholic Diocese of Toledo, latinul: Dioecesis Toletana in America) egy 19 megyét lefedő római katolikus egyházmegye északnyugat Ohióban. A Cincinnati főegyházmegye szuffragán egyházmegyéje. Az egyházmegye székesegyháza Toledo városában található. Toledo 8., jelenlegi (2017.) püspöke Daniel Edward Thomas. Az egyházmegye székesegyháza a Rózsafüzér királynője-székesegyház.

## Története
Az egyházmegyét Szent X. Piusz pápa alapította 1910. április 15-én Clevelandi egyházmegye területéből leválasztva.

## Püspökök

### Megyéspüspökök
1. Joseph Schrembs (1911–1921), kinevezve a Cleveland püspökévé, ad personam érsekké 1939-ben
2. Samuel Alphonsius Stritch (1921–1930), kinevezve a Milwaukee érsekévé; 1946-tól bíboros
3. Karl Joseph Alter (1931–1950), kinevezve Cincinnati érsekévé
4. George John Rehring (1950–1967) nyugállományba vonult
5. John Anthony Donovan (1967–1980) nyugállományba vonult
6. James Robert Hoffman (1980–2003) elhunyt[3]
7. Leonard Paul Blair (2003–2013) kinevezve Hartford érsekévé
8. Daniel Edward Thomas (2014–jelenleg)

## Szomszédos egyházmegyék
- Fort Wayne-South Bend-i egyházmegye (nyugat)
- Lansingi egyházmegye (északnyugat)
- Detroiti főegyházmegye (észak)
- Clevelandi egyházmegye (kelet)
- Columbusi egyházmegye (délkelet)
- Cincinnati főegyházmegye (dél)

## Fordítás
Ez a szócikk részben vagy egészben  a   Roman Catholic Diocese of Toledo című angol Wikipédia-szócikk fordításán alapul.  Az eredeti cikk szerkesztőit annak laptörténete sorolja fel. Ez a jelzés csupán a megfogalmazás eredetét és a szerzői jogokat jelzi, nem szolgál a cikkben szereplő információk forrásmegjelöléseként.